# Lista edytorów grafiki wektorowej
Poniższa lista przedstawia zestawienie programów komputerowych służących do edycji grafiki wektorowej.
| Zamknięte oprogramowanie | Zamknięte oprogramowanie | | |
| Komercyjne | Freeware | | |
| --- | --- | --- | --- |
| \| \| - ACD Canvas – wcześniej jako Deneba Canvas - Adobe Illustrator - Adobe Flash – wcześniej jako Macromedia Flash - Adobe FreeHand – wcześniej jako Macromedia FreeHand - Artstream - Artworks - CorelDRAW - ConceptDraw - DrawWell - EazyDraw - Elgorithms MagicTracer - iDraw \| - iGrafx Designer - Intaglio - Jasc WebDraw – wcześniej jako Jasc Trajectory Pro - jfig - Kai Power Tools - Metafile Companion - Microsoft Expression Graphic Designer, bazujący na Creature House Expression - Microsoft Expression Interactive Designer - Mayura Draw - OmniGraffle \| - PDF FLY – konwerter plików PDF i PostScript formatów standardowych grafiki wektorowej - Photoline – dawniej PhotoLine 32 - Real-DRAW - Satori Paint - Serif DrawPlus - SignBlazer - SmartDraw - Stone Software Create - Vector Effects - WinFIG – windowsowy port Xfig - Xaos Tools - Xara Xtreme - Zoner Draw - VectorEZ \| | - Cenon - Dia – program do grafiki prezentacyjnej - GYVE – program już nie rozwijany - Inkscape - Karbon14 – znany jako Killustrator, później jako Kontour - LibreOffice Draw - NodeBox - OpenOffice.org Draw - sK1 - Skencil – znany jako Sketch - Sodipodi - Synfig - Tgif - Xara Xtreme dla Linux - Xfig | | |
| | - ACD Canvas – wcześniej jako Deneba Canvas - Adobe Illustrator - Adobe Flash – wcześniej jako Macromedia Flash - Adobe FreeHand – wcześniej jako Macromedia FreeHand - Artstream - Artworks - CorelDRAW - ConceptDraw - DrawWell - EazyDraw - Elgorithms MagicTracer - iDraw                               | - iGrafx Designer - Intaglio - Jasc WebDraw – wcześniej jako Jasc Trajectory Pro - jfig - Kai Power Tools - Metafile Companion - Microsoft Expression Graphic Designer, bazujący na Creature House Expression - Microsoft Expression Interactive Designer - Mayura Draw - OmniGraffle | - PDF FLY – konwerter plików PDF i PostScript formatów standardowych grafiki wektorowej - Photoline – dawniej PhotoLine 32 - Real-DRAW - Satori Paint - Serif DrawPlus - SignBlazer - SmartDraw - Stone Software Create - Vector Effects - WinFIG – windowsowy port Xfig - Xaos Tools - Xara Xtreme - Zoner Draw - VectorEZ |

| Historyczne                                           |
| ----------------------------------------------------- |
| \| - OUTLINE ART (Atari ST) - Arabesque (Atari ST) \| |
| - OUTLINE ART (Atari ST) - Arabesque (Atari ST)       |

| Aplikacje internetowe - LiTha-Paint - LucidChart - Gliffy - The Mikon Machine |
| ----------------------------------------------------------------------------- |